# Jacy de Freitas Pacheco
Jacy de Freitas Pacheco (Duas Barras, 27 de novembro de 1910 — Niterói, 13 de julho de 1989) foi um bancário, escritor e poeta brasileiro. Era primo de Noel Rosa.

## História
Jacy Pacheco passou sua juventude em Campos dos Goitacazes. Estudou pistom no Colégio Salesiano de Campos e trabalhou na Casa Pratt, loja onde vendiam-se máquinas de escrever e pianos. Foi ali que Pacheco aprendeu informalmente a "tocar teclados", e ganhava alguns trocados acompanhando ao piano a exibição de filmes (mudos) no cinema local.
Foi o autor de músicas e letras jamais gravadas, e só começou a ter reconhecimento artístico com a publicação dos poemas "Planície" (1939) e "Bancário, Misérias de Uma Profissão" (1942). Em 1955, publicou suas memórias do primo famoso (seus avós são irmãos), às quais se somaram as de Hélio Rosa, irmão de Noel, que na época morava com Jacy em Niterói.  Trata-se da primeira biografia em livro de Noel Rosa. A boa recepção pelo público incentivou-o a lançar um segundo volume, O Cantor da Vila, em 1958. Publicou ainda um terceiro livro (de bolso) sobre o cantor, A Vida e os Amores de Noel Rosa. João Máximo e Carlos Didier, ao escreverem Noel Rosa: Uma Biografia, considerada a mais completa biografia sobre Noel, usaram os livros e o testemunho de Pacheco como base. Em seu Noel Rosa e sua Época acha-se o único registro sobre o encontro do compositor com Sinhô, em 1926.

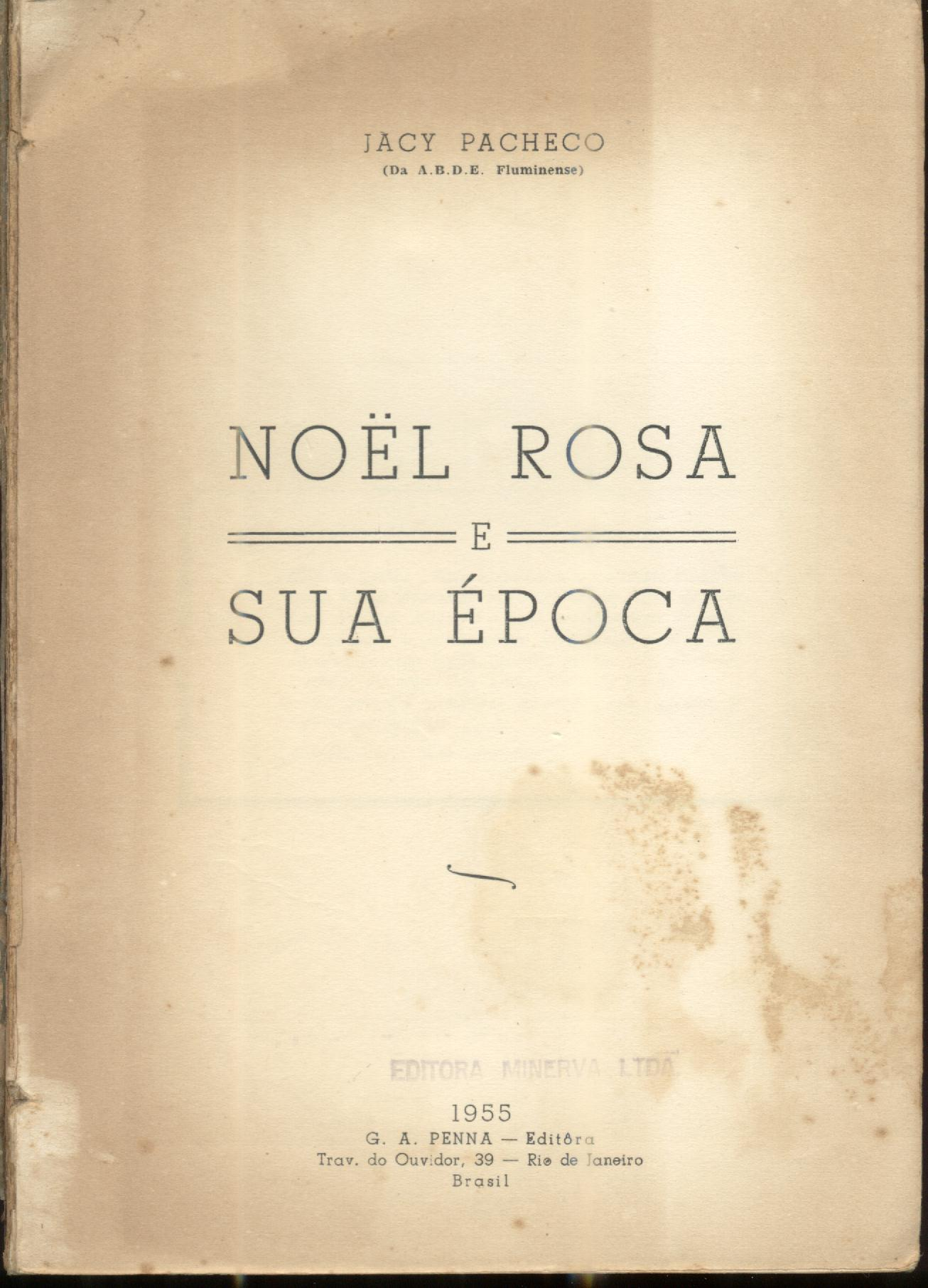

## Obras
- Noel Rosa e sua Época, Rio, G.A. Pena Editor, 1955
- O Cantor da Vila, Rio, Minerva, 1958
- A Vida e os Amores de Noel Rosa (s/d)
- Planície, poemas, Rio, Pongetti, 1939
- Bancário - Misérias de Uma Profissão, romance, Rio, Editora Getúlio Costa
- Quando a Primavera Chegar, poemas, 1950
- Quatro Caminhos, com Cid Andrade, Celio Grunewald e Lourival Passos, poemas, 1951
- Éramos Dois, poemas, Rio, Minerva
- Paisagem Fluminense, Niterói, Imprensa Oficial, 1969
- Itinerário, poemas, Niterói, INDC, 1973
- Haicais, poemas, Rio, Cultura Contemporânea, 1981